# 망향로
망향로(manghyang-ro)는 대한민국의 충청남도 천안시 동남구 신부동 나늘목지하차도에서 시작하여, 충청남도 천안시 서북구 입장면 독정리 입장교차로를 잇는 10.62km 도로이다.

## 주요경유지
충청남도
- 천안시 동남구(신안동) -천안시 서북구 (성거읍 · 입장면)

## 노선 경로
| 이름                 | 접속 노선               | 소재지        | 소재지        | 소재지        | 비고          |
| 만남로와 직결        | 만남로와 직결           | 만남로와 직결 | 만남로와 직결 | 만남로와 직결 | 만남로와 직결 |
| -------------------- | ----------------------- | ------------- | ------------- | ------------- | ------------- |
| 천안로사거리지하차도 |                         | 천안시        | 동남구        | 신안동        | 연장 80m      |
| 천안로사거리         | 국도 제1호선 (삼성대로) | 천안시        | 동남구        | 신안동        |               |
| 안서동삼거리         | 각원사길                | 천안시        | 동남구        | 신안동        |               |
| 상명대삼거리         | 상명대길 중암1길        | 천안시        | 동남구        | 신안동        |               |
| 백석대삼거리         | 문암로                  | 천안시        | 동남구        | 신안동        |               |
| 석문 교차로          | 석문길                  | 천안시        | 서북구        | 성거읍        |               |
| 망향의동산 교차로    |                         | 천안시        | 서북구        | 성거읍        |               |
| 석교 교차로          | 석교2길 돌다리길        | 천안시        | 서북구        | 성거읍        |               |
| 성거 교차로          | (서북우회도로)          | 천안시        | 서북구        | 성거읍        |               |
| 송남 교차로          | 성거길                  | 천안시        | 서북구        | 성거읍        |               |
| 저리 교차로          | 봉주로 수청2길          | 천안시        | 서북구        | 성거읍        |               |
| 수청 교차로          | 모시울1길 수청1길       | 천안시        | 서북구        | 성거읍        |               |
| 저리1교              |                         | 천안시        | 서북구        | 성거읍        |               |
| 오목 교차로          | 성거길                  | 천안시        | 서북구        | 성거읍        |               |
| 수리고개             |                         | 천안시        | 서북구        | 성거읍        |               |
|                      | 입장면                  | 천안시        | 서북구        |               |               |
| 시장 교차로          | 입장로                  | 천안시        | 서북구        |               |               |
| 위례 교차로          | 신덕4길 위례산길        | 천안시        | 서북구        |               |               |
| 시장교               |                         | 천안시        | 서북구        |               |               |
| 홍천 교차로          | 홍천길 석재길           | 천안시        | 서북구        |               |               |
| 상장 교차로          | 성진로                  | 천안시        | 서북구        |               |               |
| 상장교               |                         | 천안시        | 서북구        |               |               |
| 입장 교차로          | 국도 제34호선 (삼사로)  | 천안시        | 서북구        |               |               |
| 안성대로와 직결      |                         |               |               |               |               |

## 주요 건물 및 시설
- 단국모터스 (망향로 32/신부동 190-9)
- 프로모터스 (망향로 37/신부동 189-2)
- HD현대오일뱅크 신광에너지주유소 (망향로 42/신부동 188-1)
- GS칼텍스 명진에너지주유소 (망향로 52/신부동 17-1)
- HD현대오일뱅크 캠퍼스 (망향로 53/신부동 16-11)
- 이튼약국 (망향로 171/안서동 457)
- 상명대학교
- 호서대학교
- 백석대학교
- 한마음약국 (망향로 181/안서동 447-15)
- 대문약국 (망향로 185/안서동 447-29)
- 정문약국 (망향로 189/안서동 447-4)
- 롯데리아 천안안서DT점 (망향로 190/안서동 358-6)
- 미니스톱 단대병원정문점 (망향로 195/안서동 447-2)
- SK에너지 독립주유소 (망향로 244/요방리 217-11)
- HD현대오일뱅크 창선주유소 (망향로 251/요방리 228-15)
- HD현대오일뱅크 약속충전소 (망향로 257/요방리 228-16)
- 성민카센터 (망향로 260/요방리 216-5)
- GS25 성거리본점 (망향로 266/요방리 216-1)
- CU 천안성거휴게소점 (망향로 312/요방리 193-2)
- 참미래약국 (망향로 340/요방리 154-11)
- 세븐일레븐 천안성거점 (망향로 395/석교리 119-9)
- KG모빌리티 성거전시장 (망향로 479/저리 57-30)
- S-OIL 신창에너지직영 천안셀프주유소(망향로 485/송남리 526-8)
- CU 신창에너지 천안주유소점 (망향로 망향로 485/송남리 526-8)
- 망향의동산 (성거읍 요방리60)
- 아이세상 유치원 (망향로 558-3/송남리356)
- 세븐일레븐 천안성거대로점 (망향로 693/저리 144-10)
- GS칼텍스 대성주유소 (망향로 697/저리 144-4)
- 타이어프로 (망향로 755/저리 22-3)
- SK에너지 은성주유소 (망향로 819/오목리 59-13)
- HD현대오일뱅크 희망주유소 (망향로 904/오목리 5-25)
- 이마트24 천안입장대로점 (망향로 1034/효계리 116-3)
- SK에너지 입장주유소 (망향로 1082/효계리 44-2)
- 천안서북경찰서 입장파출소 (망향로  1088/효계리 43-14)
- 입장 119 안전센터 (망향로 1107/입장면 362)
- S-OIL 조은기름주유소 (망향로 1237/독정리 119-13)